# Feiga Talman
Feiga "Fela" Talman (hebr. פייגה "פלה" טאלמן; ur. 1914 w Tomaszowie Mazowieckim, zm. w lipcu 1944) – żydowska działaczka podziemia w getcie warszawskim, żołnierz Żydowskiej Organizacji Bojowej, uczestniczka powstania w getcie warszawskim.

## Życiorys
Feiga "Fela" Talman urodziła się w Tomaszowie Mazowieckim w 1914 r. Jej rodzicami byli Berisz Talman oraz Tauba z d. Kampinska.
Brała udział w walkach w powstaniu w getcie warszawskim. Po upadku powstania wydostała się z getta i dołączyła do partyzantki. Zginęła w walce z Niemcami w 1944 roku.